# Sun of a Gun
Singles de Oh Land
"Heavy Eyes"
(2009) "Rainbow"
(2011)
Pistes de Oh Land
"Break the Chain"
(2) "Voodoo"
(4)
Sun of a Gun est une chanson de l'artiste danoise Oh Land, c'est le premier single issu de son deuxième album, éponyme, Oh Land. Cette chanson est sortie le 4 octobre 2010.

## Clip
Le clip est sorti sur YouTube le 19 octobre 2010, celui-ci dure 3:22.

## Liste des pistes
| No | Titre        | Durée |
| -- | ------------ | ----- |
| 1. | Sun of a Gun | 3:25  |

## Classement par pays
| Classement (2010-2012)       | Meilleure position |
| ---------------------------- | ------------------ |
| Autriche (Ö3 Austria Top 40) | 59                 |
| Danemark (Tracklisten)       | 31                 |
| Allemagne (Media Control AG) | 60                 |